# Лазарев, Андрей Петрович
Андре́й Петро́вич Ла́зарев (1787 — 11 сентября 1849) — русский вице-адмирал, исследователь Арктики, начальник 1-й флотской дивизии.
Является старшим братом адмирала Михаила Петровича Лазарева (род. в 1788) и контр-адмирала Алексея Петровича Лазарева (род. в 1793).

## Биография
В 1804 году окончил Морской кадетский корпус.
В 1806 году участвовал в блокаде Рагузы и при взятии острова Курцола овладел 14-пушечной шхуной и несколькими купеческими судами.
В 1812 году на корабле «Борей» крейсировал у английских и голландских берегов.
В 1815 году командовал катером «Янус».
В 1819 году лейтенантом был отправлен из Архангельска командиром брига «Новая Земля», на котором в Северном Ледовитом океане занимался описанием берегов Новой Земли.
В 1822—1824 годах, командуя в чине капитан-лейтенанта шлюпом «Ладога», совершил кругосветное плавание с заходом на Камчатку и в Русскую Америку. 13 октября 1824 года «Ладога» вместе со шлюпом «Аполлон» возвратились в Кронштадт. За кругосветное плавание произведен в капитаны 2-го ранга и награждён двойным окладом жалования.
В 1825 году был назначен командиром 12 флотского экипажа и в том же году награждён орденом Св. Владимира 4-й степени за особые труды по спасению судов, выброшенных на мель во время наводнения 7 (19) ноября 1824 года.
В 1827 году назначен командиром фрегата «Ольга». Командовал фрегатом по 1828 год. В 1828 году перевел из Архангельска в Кронштадт вновь построенный корабль «Кульм», командовал им в 1829—1830 годах и в 1829 году произведен в капитаны 1-го ранга. В 1831 году, командуя отрядом судов, доставил великую княгиню Елену Павловну со свитой из Кронштадта в Плимут, за что был пожалован во флигель-адъютанты.
В 1832 году руководил отрядом военных судов, перевозивших раненых из Данцига в Кронштадт.
С 1832 по 1839 год, в чине контр-адмирала, командовал 2-ю бригадой 2-й флотской дивизии, 3 бригадой 1 флотской дивизии и наконец 1-й флотской дивизией.
В 1842 году был произведен в вице-адмиралы с утверждением в должности начальника 1-й флотской дивизии.
В июле 1848 года 1-й дивизия Балтийского флота под командованием вице-адмирала А. П. Лазарева в составе 9 линейных кораблей, 2 фрегатов и 1 брига совершила переход к берегам Дании. Соединившись с 3-й дивизией под командованием контр-адмирала И. П. Епанчина, русский флот продолжал совместное плавание в датских водах. 28 июля обе дивизии выдержали шторм, во время которого некоторые корабли получили повреждения. После ремонта кораблей и пополнения запасов провизии с транспорта «Камчатка», 21 августа обе дивизии провели общие манёвры, заключавшиеся в примерном бою между 1-й и 3-й дивизиями. Вследствие заключения перемирия между Данией и Пруссией на 7 месяцев 1-я дивизия покинула датские воды и возвратилась 6 сентября в Ревель и Свеаборг.
В мае-июне 1849 года ввиду того что Пруссия, нарушив перемирие, снова начала военные действия против Дании, 1-я дивизия Балтийского флота под командой вице-адмирала А. П. Лазарева в составе 8 линейных кораблей и 2 бригов перешла из Ревеля в Малый Бельт для охраны датских берегов. Прибытие русского флота произвело такое впечатление на Пруссию, не имевшую в то время флота, что последняя поспешила на второй же день после прихода русской дивизии снова заключить перемирие с Данией на 7 1/2 месяцев и обещала немедленно вывести свои войска из Ютландии. 25 июля корабли 1-й дивизии вернулись в свои порты.
Умер в сентябре 1849 года, был похоронен на городском Русском кладбище Кронштадта, могила не сохранилась.

## Сочинения
- Плавание брига «Новая Земля» в 1819 г. (СПб., 1820).
- Плавание вокруг света на шлюпе «Ладога» (СПб., 1832).

## Память
В честь исследователя названы горы и мыс на Новой Земле.

## Семья
Жена — Анна Максимовна Коробка, дочь Максима Петровича Коробки.
Дочь — Вера Андреевна (1841—18.01.1914), не замужем, умерла в Петербурге от болезни сосудов, похоронена на Свято-Троицком кладбище.